# ハリー・ポッターシリーズの世界における年表
ハリー・ポッターシリーズの世界における年表（ハリー・ポッターシリーズのせかいにおけるねんぴょう）では、J・K・ローリングの小説『ハリー・ポッター』シリーズ、およびその派生作品で描かれている架空の世界における出来事を、年表形式で掲載する。

## 出来事

### 紀元前
- 紀元前1000年ごろ
  - 古代エジプトの墓に呪いが掛けられる[本編 1]。
- 紀元前500年
  - 古代ギリシアで数名の魔法使い（バジリスクを作った「腐ったハーポ」など）が有名になる[幻 1]。
- 紀元前382年
  - オリバンダー杖店創業[本編 2][1]。

### 12世紀以前
- 962年
  - ヨーロッパの魔法使いと魔女が箒（ほうき）を移動や輸送のために使う[今昔 1]。
- 993年
  - ゴドリック・グリフィンドール、ヘルガ・ハッフルパフ、ロウェナ・レイブンクロー、サラザール・スリザリンがホグワーツ魔法魔術学校を創設する。
  - その後、スリザリンがほかの創設者と決裂し、秘密の部屋を造り、そこにバジリスクを封じ、ホグワーツを去る[本編 3]。
- 10世紀
  - 箒レースがスウェーデンで始まる[今昔 2]。
- 11世紀
  - クレオスシアンについての悲劇的な詩がスコットランドで詠まれる[今昔 2]。
- 1005年
  - 「暴れ者グンターの優勝」が描かれる[今昔 2]。
- 1107年
  - ガッスリー・ロッホレンはモントローズからアーブロースまでの短距離を箒で飛ぶ[今昔 1]。
- 1163年
  - パドルミア・ユナイテッドが結成される[今昔 3]。
- 11世紀
  - ガーティ・ケドルがクィアディッチ湿原の競技についてサクソン語で日記を記す[今昔 4]。
- 1100年代初頭
  - スニジェット狩りが始まる[今昔 5]。
- 12世紀
  - 魔法使いどうしが物々交換を始める[今昔 1]。
  - グッドウィン・ニーンがオラフにクウィーデッチについての手紙を送る[今昔 4]。
  - スニジェット狩りについての壁掛けが書かれる[今昔 5]。

### 13世紀
- 1203年
  - ホリヘッド・ハーピーズが結成される[今昔 3]。
- 1269年
  - バーバルス・ブラッグがクィディッチにスニジェットを持ち込む[今昔 5]。
- 1289年
  - 国際魔法戦士条約に関する史実がある[本編 3]。
  - 9月 - サルジニア魔法使いの小委員会に関する史実がある[本編 3]。
- 1291年 
  - ケンメアー・ケストレルズが結成される[今昔 3]。
- 1292年
  - プライド・オブ・ポーツリーが結成される[今昔 3]。
- 1294年ごろ
  - 三大魔法学校対抗試合が始まる[本編 4]。
- 1296年
  - マンティコアが人を傷つけるが、怖いため誰も処刑できず放免になる[本編 5]。

### 14世紀
- 14世紀
  - 変わり者のウェンデリンが何度も火あぶりにあう[本編 6]。
  - バードック・マルドゥーンが魔法界で2足歩行する生物にヒトたる存在としての地位を与えた。その後ヒトたる存在を招集し、魔法界の法律についてサミットを開催するが、小鬼が大量の2足歩行の生物を集めたため失敗[幻 2]。
  - スティックストックが廃れる[今昔 2]。
- 1312年
  - ウィムボーン・ワスプスが結成される[今昔 3]。
- 14世紀なかばごろ
  - エルフリダ・ラッグがスニジェットを殺したり、クィディッチの試合に使用することを禁止し、保護区をサマセットに設ける[今昔 5]。
  - ボーマン・ライトがスニジェットの代わりとして、黄金のスニッチを発明する[今昔 5]。
- 1357年
  - シプリアン・ユーデルが試合中に観衆のひとりから呪いをかけられ、死亡する[今昔 6]。
- 1362年
  - 魔法評議会が町から50マイル以内でクィディッチをすることを禁ずる禁止令を出す[今昔 7]。
- 1368年
  - 魔法評議会が禁止令の内容を100マイルに変更する[今昔 7]。
- 1385年
  - ザカリアス・マンプスがクィディッチの試合についての記述を残す[今昔 8]。
- 1398年
  - ザカリアス・マンプスがクィディッチの原則を詳しく規定する[今昔 7]。

### 15世紀
- 15世紀
  - ビーターが魔法で強化されたバットを使いはじめる[今昔 6]。
- 1400年はじめごろ
  - インゴルファがクィディッチについての詩を残す[今昔 8]。
  - マクレリーの「ああ、わが足は変身せり」にクィディッチについてのくだりがある[今昔 8]。
- 1402年
  - ケアフィリー・カタパルツが結成される[今昔 3]。
- 1422年
  - ウィグタウン・ワンダラーズが結成される[今昔 3]。
- 1473年
  - 第1回クィディッチ・ワールドカップが開催される[今昔 6]。
- 1492年
  - 10月31日 - ニコラス・ド・ミムジー・ポーピントン卿（のちのほとんど首無しニック）が死亡。

### 16世紀
- 16世紀はじめ
  - 金属ブラッジャーが試験的に使われはじめる。
- 1520年
  - タッツヒル・トルネードーズが結成される[今昔 3]。
- 1538年
  - クィディッチで相手チームに対する杖の使用の禁止令が制定される[今昔 6]。
- 1600年はじめごろ
  - マンゴ・ボナムが聖マンゴ魔法疾患傷害病院を設立する。

### 17世紀
- 17世紀 
  - ヨーロッパの薬草学者のグループが調査のためにニュージーランドに渡り、クィディッチが伝わる[今昔 8]。
- 17世紀はじめ 
  - クィディッチが北アメリカに伝わる[今昔 8]。
- 1612年
  - ホグズミードの旅籠が小鬼の反乱の本部になる[本編 7]。
  - アップルビー・アローズが結成される[今昔 3]。
- 1620年
  - クィンティウス・ウンフラビルが「魔法戦士の高貴なスポーツ」を出版する[今昔 6]。
- 1637年
  - 狼人間の行動綱領に関する史実がある[本編 8]。
- 1652年
  - クィディッチのヨーロッパ杯が設立される[今昔 8]。
- 1674年
  - イギリスとアイルランドのクィディッチ・リーグが設立される[今昔 3]。
- 1689年
  - 国際機密保持法が制定される[本編 9]。
- 1692年
  - 国際魔法使い機密保持法が制定される[今昔 7]。
  - 国際魔法使い連盟が常時杖を携帯する権利を確立する[今昔 6]。
  - 国際魔法使い連盟がサミットを開催し、魔法生物についての議論が7週間行なわれる[幻 3]。

### 18世紀
- 18世紀ごろ
  - クィディッチがオーストラリアで広まる[今昔 8]。
  - アブラハム・ピースグッドがクォドポットを考案する[今昔 8]。
- 1709年
  - ワーロック法が制定される[本編 10]。
- 1711年
  - クァッフルがクィディッチの試合中に泥沼に落ち、豪雨で見つからなくなる[今昔 6]。
  - 冬 - クァッフルが赤く塗られはじめる[今昔 6]。
- 1722年
  - ヒッポグリフが事件を起こし、有罪になる。その後、ロン・ウィーズリーによれば気持ち悪いことをされたらしい[本編 5]。
  - ディリス・ダーウェントが聖マンゴの癒者になる[本編 11]。
- 1741年
  - ディリス・ダーウェントが聖マンゴの癒者をやめ、ホグワーツの校長になる[本編 11]。
- 1749年
  - 秘密保護法が違反される[本編 12]。
- 1750年
  - 国際魔法使い機密保持法が制定される[今昔 6]。
  - 魔法ゲームおよびスポーツ局がイギリスで創設される[今昔 6]。
  - 第73条が魔法秘密維持国際法に追加され、世界中の魔法官庁が従う[幻 3]。
- 1762年
  - クレオスシアンが非合法となる[今昔 2]。
- 1768年
  - ディリス・ダーウェントがホグワーツの校長をやめる[本編 11]。
- 1782年
  - レシフォードの最古の記録が残る（フラビウス・ベルピーが休暇中、パプアニューギニアでレシフォールドに襲われる）[幻 1]。
- 1792年
  - コカトリスが三大魔法学校対抗試合で暴れ、3校の校長を負傷させる[本編 13]。
- 1794年
  - アクロマンチュラの最古の記録が残る（ボルネオで目撃される）[幻 1]。
- 1799年
  - ドラゴンのウクライナ・アイアンベリー種が黒海で小型帆船を運び去る[幻 1]。

### 19世紀
- 1800年代はじめ
  - シュレイクの群れが航海中のマグルに侮辱を受けた魔法使いによって創られたとされる[幻 1]。
- 1802年
  - ドラゴンのノルウェー・リッジバック種がノルウェー沖で子鯨をさらったとされる[幻 1]。
- 1811年
  - グローガン・スタンプがヒトたる存在の定義を定める[幻 3]。
- 1812年
  - バンコリー・バンガーズの選手がアップルビー・アローズとの試合後にブラッジャーを解き放ち、ドラゴンのヘブリデス・ブラック種をマスコットにしようと出かけ、インバネスの上空を飛んでいるときに魔法省の役人に逮捕される[今昔 7]。
- 1820年
  - エリオット・スメスウィックがクッション呪文を発明する[今昔 9]。
- 1824年
  - ガリバー・ホークビーが「オーグリーが鳴いた時、私はなぜ死ななかったか」を出版する[幻 1]。
- 1836年
  - ザビエル・ラストリックが300人の群集のまえでタップダンスをして、姿を消す。
- 1875年
  - 握り呪文が発明される[今昔 6]。
- 1879年
  - エリアス・グリムストームがオークシャフト79を作る[今昔 9]。
- 1881年
  - 夏 - アルバス・ダンブルドア誕生。
- 1883年
  - クィディッチでゴール用バスケットが使われなくなることについての記事が「日刊予言者新聞」に載る[今昔 6]。
- 1884年
  - スニッチがボドミン荒地でのクィディッチ試合で半年間捕まらなかった[今昔 6]。
  - クァッフルを持ったチェイサー以外はスコア・エリアに入れなくなる[今昔 6]。
- 1890 - 1891年
  - 過激派の小鬼ランロクによる暴動が勃発、しかし5年生から途中入学してきたホグワーツ生と教師陣達の尽力により暴動を鎮圧。その過程でホグワーツの魔法理論教授エリエザー・フィグ死亡[2]。
- 1891 - 1892年ごろ
  - アリアナ・ダンブルドアがマグルの少年3人に暴行され、アリアナの父パーシバルが少年に復讐してアズカバンに送られる。ダンブルドア一家がゴドリックの谷に引っ越す[本編 14][本編 15][本編 16]。
- 1892年
  - チャドリー・キャノンズが最後に優勝する[今昔 3]。
  - 9月1日 - アルバス・ダンブルドア、エルファイアス・ドージがホグワーツに入学する[本編 14]。
- 1894年
  - アップルビー・アローズのファン・クラブの、チェイサーが点を取った際に杖から矢を放つ慣わしを魔法ゲームおよびスポーツ局が禁止する[今昔 3]。
- 1895年
  - 9月1日 - アバーフォース・ダンブルドアがホグワーツに入学する[本編 14]。
- 1897年
  - 2月24日 - ニュート・スキャマンダー誕生[3]。
- 1899年
  - ゲラート・グリンデルバルドがダームストラング専門学校を放校になる[本編 17]。
  - 夏 - グリンデルバルドがゴドリックの谷を訪れ、アルバス・ダンブルドアと親交を結ぶ[本編 17]。
- 19世紀末
  - ペルー・バイパーツース種が急増したため、国際魔法使い連盟が始末屋を送り込む[幻 1]。

### 20世紀
- 1901年
  - ムーントリマーがグラディス・ブースデイによって作られる[今昔 9]。
- 1918年
  - ニュート・スキャマンダーがオーガスタス・ワームに魔法動物概論の執筆を勧められる[幻 3]。
- 1921年
  - ロデリック・プランプトンが対ケアフィリー・カタパルツ戦でスニッチ捕獲の最短記録を出す[今昔 3]。
- 1925年
  - モーフィン・ゴーントがトム・リドル・シニアに呪いをかけ、モーフィンとマールヴォロ・ゴーントがアズカバンに収監される。その後、トム・リドル・シニアとメローピーが結婚する[本編 18]。
- 1926年
  - ニュート・スキャマンダー、ニューヨークを訪問する[4]。
  - クリーンスイープ箒製造会社が設立される[今昔 9]。
  - トム・リドル・シニアが妊娠中のメローピーを捨てる[本編 18]。
  - 12月31日 - トム・マールヴォロ・リドル（のちのヴォルデモート）が孤児院で産まれる。
- 1927年
  - ニュート・スキャマンダーが『幻の動物とその生息地』を出版する[幻 3]。
- 1929年
  - コメット商事が設立される[今昔 9]。
  - シグナス・ブラック誕生[注 1]。
- 1932年
  - イルフラクーム事件が起きる[幻 3]。
  - アップルビー・アローズがヴラツァ・ヴァルチャーズに勝利する[今昔 3]。
- 1934年
  - クリーンスイープ2号が発売される[今昔 9]。
- 1935年
  - ジョコンダ・サイクスがオークシャフトで初の箒による大西洋横断を成功する[今昔 9]。
- 1937年
  - クリーンスイープ3号が発売される[今昔 9]。
- 1938年
  - 9月1日 - トム・マールヴォロ・リドルがホグワーツに入学する[本編 19]。
  - コメット180号が発売される[今昔 9]。
- 1940年
  - 9月1日 - ルビウス・ハグリッドがホグワーツに入学する[本編 20][本編 21]。
  - ティンダーブラスト社が設立される[今昔 9]。
- 1943年
  - 6月 - トムが秘密の部屋を開く。ハグリッドがホグワーツを退学になる[本編 20][本編 21][本編 22]。
  - 7 - 8月 - トムがリドル一家を殺害し、モーフィンに罪を被せ、指輪を奪う[本編 23]。
- 1945年
  - ダンブルドアがゲラート・グリンデルバルドを破り、ニワトコの杖を手に入れる[本編 24]。
  - トムがホグワーツの教職を希望するが断られる[本編 25]。
- 1945 - 1946年ごろ
  - トムがヘプジバ・スミスを殺し、ホキーに罪を被せ、サラザール・スリザリンのロケットとヘルガ・ハッフルパフのカップを奪う[本編 25]。
- 1947年
  - 9月1日 - ミネルバ・マクゴナガルがホグワーツに入学する[5][要文献特定詳細情報]。
  - ニュート・スキャマンダーが独力で「狼人間登録簿」を作成する[幻 4]。
  - バチルダ・バグショットがリトル・レッドブックスから「魔法史」を出版する[幻 3]。
- 1948年ごろ
  - アイリーン・プリンスが使ったリバチウス・ボラージ著「上級魔法薬」が発行される[本編 26]。
- 1949年
  - 水中人がスコットランド海岸沖で青葦毛のヒッポキャンパスを捕獲し、飼いならす[幻 1]。
- 1952年
  - エラビー・アンド・スパドモア社がスイフトスティックを発表する[今昔 9]。
- 1953年
  - クィディッチ史上もっとも見応えのある試合のひとつ、ホリヘッド・ハーピーズ対ハイデルベルグ・ハリヤーズの試合が行なわれる[今昔 3]。
- 1955年
  - ユニバーサル箒株式会社がシューティング・スター（流れ星）発表する[今昔 9]。
- 1955 - 1956年ごろ
  - ダンブルドアがホグワーツの校長になる[本編 25]。
- 1956年
  - 冬、ダンブルドアとヴォルデモートが会合。2人の交渉は決裂し、以降1998年まで「闇の魔術に対する防衛術」の教師が1年以上在籍不能となる。
  - 12月 - ミネルバ・マクゴナガルがホグワーツの変身術の教職に就く[本編 27]。
  - ケアフリー・カタパルツがヨーロッパ杯優勝戦でノルウェーのカラシオック・カイツに勝利する[今昔 3]。
- 1960年代
  - マグナス・マクドナルドがクレオスシアンの再開キャンペーンを展開する[今昔 2]。
- 1963年
  - モルディカス・エッグがダスト・アンド・ミルデューイ社から「俗なるものの哲学―なぜマグルは知ろうとしないのか」を出版する[幻 3]。
- 1965年
  - 1 - 2月ごろ - リーマス・ルーピンがフェンリール・グレイバックに噛まれる[6][要文献特定詳細情報]。
  - ニュート・スキャマンダーが実験的飼育禁止令を成立させる[幻 4]。
- 1966年ごろ
  - ヴォルデモートが力を付けはじめる[本編 28]。
- 1967年
  - ニンバス競技用箒会社が設立する[今昔 9]。
- 1968 - 1970年ごろ
  - アーサー・ウィーズリーとモリー・プルウェットが駆け落ちする。
- 1970年
  - 第一次魔法戦争が勃発。ダンブルドアが「不死鳥の騎士団」を組織。ヴォルデモートは対抗勢力を粛清し、史上最強の闇の魔法使いと呼ばれるようになる。
- 1971年
  - 9月1日 - ジェームズ・ポッター、シリウス・ブラック、リーマス・ルーピン、ピーター・ペティグリュー、リリー・エバンズ、セブルス・スネイプがホグワーツに入学する。
- 1972年
  - ブレナム・ストークが「マグルは見た」を出版する[幻 3]。
  - チャドリー・キャノンズのモットーが「勝つぞ」から「祈ろう、なにとぞうまくいきますように」に変わる[今昔 3]。
  - 9月1日 - レギュラス・ブラック、ダーク・クレスウェルがホグワーツに入学する。
- 1973年
  - ヤヌス・シッキーがレシフォールドに襲われたように見せかけ、グリーン・ドラゴンの女主人と暮らそうとするが失敗する[幻 1]。
- 1975年
  - 「毛深い鼻面、ヒトのハート」ウィズ・ハード・ブックス」から出版される[幻 1]。
- 1976年
  - 6月 - ジェームズ・ポッター、シリウス・ブラックがセブルス・スネイプをいじめる。
- 1978年
  - ユニバーサル箒株式会社が破産する[今昔 9]。
- 1978 - 1979年ごろ
  - ジェームズとリリーが結婚する。
- 1979年
  - サラザール・スリザリンのロケットがすり替えられる。レギュラス・ブラックが死亡する。
  - ニュート・スキャマンダーが「魔法動物学」への貢献に対してマーリン勲章勲二等を授与される[幻 4]。
- 1979年後半 - 1980年前半
  - ホグワーツの占い学の面接が行なわれ、シビル・トレローニーが1回目の本物の予言をする。その後、ホグワーツの占い学の教職に就く[本編 29][本編 30][本編 31]。
  - ダンブルドアがスネイプを不死鳥の騎士団に迎え入れる[本編 32]。
- 1970年代末
  - 強い雌に追放された雌のオーストラリア・ニュージーランド・オパールアイと思われるものによるカンガルー殺しが続発する[幻 1]。
- 1979年
  - 9月19日  - ハーマイオニー・グレンジャー誕生。
- 1980年
  - 3月1日 - ロン・ウィーズリー誕生。
  - 7月31日 - ハリー・ポッター誕生。
- 1981年
  - スネイプがホグワーツの魔法薬学の教職に就く[本編 33]。
  - 10月31日 - 第一次魔法戦争が終結。ジェームズ・ポッター、リリー・ポッター夫妻が殺害され、ハリー・ポッターがヴォルデモートに死の呪いをかけられるが、リリーの愛の守護魔法で死を免れ、額に稲妻形の傷がつく。ヴォルデモートが一時的に破滅し、魔法界に平和が訪れる。ハリーがダーズリー家に預けられる[本編 34][本編 35]。
  - シリウス・ブラックがピーター・ペティグリュー殺害の罪を着せられて逮捕され、アズカバンに収監される[本編 36][本編 37]。
  - ベラトリックス・レストレンジ、ロドルファス・レストレンジ、ラバスタン・レストレンジ、バーテミウス・クラウチ・ジュニアがフランク・ロングボトムとアリス・ロングボトムを磔の呪いにかけ、アズカバンに収監される。ロングボトム夫妻が聖マンゴ魔法疾患傷害病院に入院する[本編 38][本編 39]。
- 1982年
  - 夏 - ミネルバ・マクゴナガルがエルフィンストーン・アーカートと結婚する[6][要文献特定詳細情報]。
  - 9月1日 - ビル・ウィーズリーがホグワーツに入学する。
- 1982年ごろ
  - バーテミウス・クラウチ・ジュニアがアズカバンを脱獄する。
- 1984年
  - 9月1日 - チャーリー・ウィーズリー、ニンファドーラ・トンクスがホグワーツに入学する。
- 1986年
  - ウガンダのパトンガ・プラウドスティックスがモントロー・バグパイプズと引き分ける[今昔 8]。
- 1987年
  - ウィルヘルム・ウィグワーシーがリトル・レッド・ブックスから「イギリスにおけるマグルの家庭生活と社会的慣習」を出版する[幻 1]。
  - 9月1日 - パーシー・ウィーズリー、オリバー・ウッドたちがホグワーツに入学する。
- 1989年
  - 9月1日 - フレッド・ウィーズリー、ジョージ・ウィーズリー、セドリック・ディゴリーたちがホグワーツに入学する。
- 1990年
  - フライト・アンド・バーカー社がツィガー90を発表する[今昔 9]。
  - 9月1日 - チョウ・チャンたちがホグワーツに入学する。

#### 物語開始以降
- 1991年
  - 9月1日 - ハリー・ポッター、ロン・ウィーズリー、ハーマイオニー・グレンジャー、ネビル・ロングボトム、ドラコ・マルフォイたちがホグワーツに入学する[本編 40][本編 41]。
- 1992年
  - 6月 - クィリナス・クィレルが死亡する[本編 8]。
  - 9月1日 - ジニー・ウィーズリー、ルーナ・ラブグッド、コリン・クリービーたちがホグワーツに入学する。
  - 10月31日以前 - リドルに操られたジニーが秘密の部屋を開く[本編 42]。
- 1993年
  - 5月 - ハリーがリドルの日記をバジリスクの牙で破壊する[本編 43]。
  - 7月31日以前 - シリウスがアズカバンを脱獄する[本編 44]。
  - テキサスのスウィートスター・オールスターズが、5日間にわたるスリルな試合でクィベロン・クァッフルパンチャーズに勝利する[今昔 8]。
- 1994年
  - 6月6日 - トレローニーが2回目の本物の予言をする[本編 29]。
  - 7 - 8月 - 第422回クィディッチ・ワールドカップが開催される[本編 45]。
  - 9月1日 - 三大魔法学校対抗試合がホグワーツで行なわれることが知らされる[本編 4]。
  - 10月31日 - 三大魔法学校対抗試合の各校の代表選手が決まる[本編 46]。
  - 11月24日 - 三大魔法学校対抗試合の第一の課題が行われる[本編 47]。
  - 日本の豊橋天狗がリトアニアのゴロドク・ガーゴイルズに敗れる[今昔 8]。
- 1995年
  - 2月24日 - 三大魔法学校対抗試合の第二の課題が行なわれる[本編 48]。
  - 6月24日 - 三大魔法学校対抗試合の第三の課題が行なわれる[本編 49]。ヴォルデモートが復活する。セドリックがペティグリューに殺される[本編 50]。
  - 7 - 8月 - 不死鳥の騎士団がふたたび結集する[本編 51][本編 52]。
  - 10月第1週 - ダンブルドア軍団が結集する[本編 53]。
- 1996年
  - 1月 - ベラトリックス・レストレンジら10人の死喰い人がアズカバンから脱獄する[本編 30]。
  - 6月18日 - 神秘部の戦いが起こる。シリウスが死亡する[本編 54]。ルシウスら11人の死喰い人が逮捕される[本編 55]。
  - フレッド・ウィーズリーとジョージ・ウィーズリーがダイアゴン横丁でウィーズリー・ウィザード・ウィーズ店を開く[本編 56][本編 57]。
  - ルーファス・スクリムジョールが魔法大臣になる[本編 28]。
  - 7 - 8月 - ダンブルドアがマールヴォロ・ゴーントの指輪をゴドリック・グリフィンドールの剣で破壊する[本編 58]。
- 1997年
  - 6月 - トレローニーが3回目の本物の予言をする[本編 59]。ダンブルドアとハリーがホークラックスを破壊するため、海の崖にある洞窟へ向かう[本編 60]。第1次ホグワーツの戦いが起きる。
  - ダンブルドアがスネイプによって殺害される[本編 61]。
  - 7月26日（土） - ダーズリー一家が騎士団の保護下に入り家を去る[本編 62]。ハリーが騎士団員とポリジュース薬でハリーに化けた6人とともに2人1組になり、プリベット通り4番地から去る。アラスター・ムーディ死亡[本編 63]。
  - 7月31日 - ハリー、ロン、ハーマイオニーにダンブルドアの遺品が渡される[本編 64]。
  - 8月1日 - ビル・ウィーズリーとフラー・デラクールの結婚式が行なわれる。魔法省がヴォルデモートの支配下になり、パイアス・シックネスが傀儡の魔法大臣になる[本編 65]。ハリー、ロン、ハーマイオニーがヴォルデモートのホークラックスを破壊する旅に出る[本編 66]。
  - 8月後半 - スネイプがホグワーツの校長になる[本編 67]。
  - 9月 - ハリー、ロン、ハーマイオニーが魔法省に忍び込む[本編 67][本編 68]。
  - 12月24日 - ハリー、ハーマイオニーがゴドリックの谷に着く。その後バチルダ・バグショットに会い、化けていたナギニに襲われる。その際にハリーの杖が折れる[本編 9][本編 69]。
- 1998年
  - グレゴロビッチ、グリンデルバルド、ヴォルデモートに殺害される。
  - 3月 - ハリー、ロン、ハーマイオニーがルシウスらに捕まるが、ドビーの助けで他の捕らえられていた数名とともに脱出する。ドビー死亡[本編 70]。
  - 5月 - ハリー、ロン、ハーマイオニーがグリンゴッツに忍び込み、ベラトリックス・レストレンジの金庫からヘルガ・ハッフルパフのカップを奪う[本編 71]。
  - 5月2日 - 第2次ホグワーツの戦いが起きる[本編 72]。ネビルがナギニをゴドリック・グリフィンドールの剣で殺害する。パイアス・シックネスが戦いで死亡する。
  - セブルス・スネイプが死亡する。ハリーがすべての死の秘宝をそろえる。ヴォルデモートが死亡（消滅）する。キングズリー・シャックルボルトが魔法省の暫定大臣に指名される[本編 73]。
  - 9月30日以前 - ハリーが闇祓い局に就職する。

### 21世紀
- 2007年
  - ハリーが魔法省闇祓い局局長になる。
- 2008年
  - 「吟遊詩人ビードルの物語」をハーマイオニーが新たに現代英語に訳す。
- 2017年
  - 9月 - アルバス・セブルス・ポッター、ローズ・ウィーズリー、スコーピウス・ヒュペリオン・マルフォイがホグワーツに入学する。ネビル・ロングボトムがホグワーツの薬草学の教職に就いている。キングズリー・シャックルボルトは、魔法大臣になっている[本編 74]。